# Zach Villa
 (novembre 2019).
Zach Villa, né le 17 mars 1987 à Clinton (Iowa), est un acteur, chanteur, auteur-compositeur, danseur et musicien américain.
Il est surtout connu pour son rôle majeur en tant que Richard Ramirez lors de la neuvième saison de la série télévisée d'anthologie horrifique American Horror Story, intitulée American Horror Story: 1984, et pour son expérience artistique au sein du groupe Cylvia. Il joue du piano, de la batterie, de la basse, de la guitare et du violon.

## Vie personnelle
En janvier 2017, Zach Villa annonce ses fiançailles avec l'actrice Evan Rachel Wood. Cependant, ils se séparent en septembre de la même année.

## Filmographie

### Cinéma
- 2014 : Jesus Year : Phil
- 2015 : Honeyglue : Jordan
- 2016 : Cardboard Boxer : Tyler
- 2018 : Destroyer : Arturo
- 2019 : As You Like It : Orlando
- 2022 : Good Mourning : Angel

### Télévision
- 2011 : Archer : Bishop (1 épisode)
- 2013 : NCIS : Los Angeles : Javier Ramos (1 épisode)
- 2016 : Bordertown : Carlos Sanchez (8 épisodes)
- 2017 : Dan is Dead : Dashiell Lowman (8 épisodes)
- 2018 : The Expanse : Maneo (1 épisode)
- 2019 : Shameless : Dax (3 épisodes)
- 2019 : American Horror Story : 1984 : Richard Ramirez (personnage principal, 9 épisodes)
- 2021 : Grey’s Anatomy Station 19 : Charlie (2 épisodes)
- 2022 : Archive 81 : Chris Lee (3 épisodes)

### Jeux vidéos
- 2016 : Batman: The Telltale Series : Le policier / Le dealer / Le journaliste / Le patron / Le patron du bar
- 2019 : Final Fantasy XV: Episode Ardyn : Somnus Lucis Caelum